# Onora O'Neill
Pour les articles homonymes, voir O'Neill.
Onora Sylvia O'Neill, baronne O'Neill de Bengarve, est une philosophe, universitaire et femme politique britannique née le 23 août 1941. Elle est principale du Newnham College de 1992 à 2006. Elle est membre de la Chambre des Lords depuis 1999.

## Biographie
Onora O'Neill naît le 23 août 1941 à Aughafatten, dans le comté d'Antrim, en Irlande du Nord. Elle est la fille de Con O'Neill, haut fonctionnaire et diplomate, et de Margaret Pritchard. Elle fait ses études en partie en Allemagne et à la St Paul's Girls' School de Londres, avant d'étudier la philosophie, la psychologie et la physiologie au Somerville College d'Oxford. Elle obtient en 1969 son doctorat à l'université Harvard, sous la direction de John Rawls,. Elle enseigne au Barnard College, le collège pour femmes de l'université Columbia, à New York, de 1970 à 1977, puis elle enseigne la philosophie à l'université de l'Essex de 1977 à 1992. Elle est principale du Newnham College de Cambridge de 1992 à 2006. Elle est professeure émérite de philosophie de l'université de Cambridge.
Elle est créée paire à vie en 1999, titrée baronne Onora O’Neill of Bengarve. Elle siège comme membre indépendant à la Chambre des Lords depuis cette date et participe à plusieurs commissions dans ce cadre, notamment sur la recherche sur les cellules souches, la médecine génomique ou encore la nanotechnologie.

## Activités scientifiques
Onora O'Neill est spécialiste de la pensée kantienne. Elle a notamment étudié « les exigences de la raison publique et leur lien avec la justice internationale et les rôles de la confiance et de la responsabilité dans la vie publique. » Elle est invitée aux Reith Lectures en 2002 et donne une conférence intitulée A Question of Trust,.

## Honneurs et distinctions
Elle est élue en 1993 membre de la British Academy, dont elle est la présidente de 2005 à 2009. En 1995, elle est créée commandeure de l'ordre de l'Empire britannique. Elle est élue membre d'honneur de la Royal Society en 2007, et membre d'honneur de la Royal Society of Edinburgh en 2021.
Elle est également membre fondateur puis présidente du Nuffield Council on Bioethics de 1996 à 1998, membre fondateur de la British Philosophical Association, et ancienne présidente de la Society for Applied Philosophy. Elle est présidente de la commission Equality and Human Rights (en), organisme public non ministériel britannique, de 2012 à 2015. Elle est docteure honoris causa de l'université de Bath (2004) et de Harvard (2010). Elle est nommée membre de l'ordre des compagnons d'honneur en 2014.
Elle est lauréate du prix Holberg en 2017 et, la même année, du prix Berggruen, succédant au philosophe canadien Charles Taylor.

## Publications
- Faces of Hunger : An Essay on Poverty, Development and Justice, 1986.
- Constructions of Reason : Exploration of Kant's Practical Philosophy, Cambridge University Press, 1989.
- Towards Justice and Virtue : A Constructive Account of Practical Reasoning, Cambridge University Press, 1996.
- Bounds of Justice, Cambridge University Press, 2000.
- Autonomy and Trust in Bioethics, Cambridge University Press, 2009.
- Acting on Principle : An Essay on Kantian Ethics, Cambridge University Press, 2013.
- Constructing Authorities : Reason, Politics and Interpretation in Kant's Philosophy, Cambridge University Press, 2015.
- Justice across Boundaries : Whose Obligations?, Cambridge University Press, 2016.
- From Principles to Practice : Normativity and Judgement in Ethics and Politics, Cambridge University Press, 2018.